# Kaassaari
Kaassaari eller Konsaari är en ö i Finland. Den ligger i Skärgårdshavet och i kommunen Sankt Karins i den ekonomiska regionen  Åbo ekonomiska region i landskapet Egentliga Finland, i den sydvästra delen av landet. Ön ligger omkring 19 kilometer sydöst om Åbo och omkring 130 kilometer väster om Helsingfors.
Öns area är 4,8 hektar och dess största längd är 350 meter i nord-sydlig riktning. Ön höjer sig omkring 35 meter över havsytan. I omgivningarna runt Kaassaari växer i huvudsak barrskog.